# 弗萊明斯蘭丁 (特拉華州)
弗萊明斯蘭丁（英語：Flemings Landing）是位於美國特拉華州紐卡斯爾縣的一個非建制地區。該地的面積和人口皆未知。

## 地理
弗萊明斯蘭丁的座標為39°21′14″N 75°32′55″W / 39.35389°N 75.54861°W，而該地的平均海拔高度為1米（即3英尺）。